# Каліщук Олександр Пилипович
Олександр Пилипович Каліщу́к (народився 9 грудня 1931 в селі Перевали, нині Турійського району, Волинської області) — український композитор, диригент, поет- пісняр, збирач фольклору, диригент, громадський діяч, член Спілки політв'язнів і репресованих України, член Національної ліги композиторів України. Заслужений працівник культури України, почесний громадянин міста Нововолинська, почесний громадянин Волині.

## Життєпис
Народився Олександр Пилипович у селянській родині, любив слухати розповіді мами, мелодійні українські пісні. У п'ять років знав уже три мови: українську, російську та польську. У перший клас пішов у рідному селі, де провчився сім років. Здобувати освіту продовжив у містечку Мацієві, теперішньому Лукові. Багато читав. У домі були книги Т.Г.Шевченка, О.С.Пушкіна, А. Міцкевича, а також Біблія. Із великим задоволенням прочитав в оригіналі роман Генріха Сенкевича "Вогнем і мечем", "Історію України" Михайла Грушевського.  Перше зерно прагнення до волі посіяв у дитячій душі мамин брат Сидір Сакидон, перекладач та поет, просвітитель та борець за волю України,  який знав 12 мов, відбував заслання разом із поетом Максимом Рильським і повернувся в Україну лише наприкінці свого життя.
У 10-му класі Олександр Пилипович заарештований за участь у Молодіжній організації націоналістів, яка була створена в Лукові в 1951 році. У доповідній записці першому секретареві ЦК КП(б) писалося: "Усі учасники цієї організації були учнями старших класів Луківської середньої школи. Учасники організації систематично влаштовували зборища, де читали націоналістичну літературу, писали антирадянські вірші і листівки, які розповсюджували серед населення".
Сто днів допитів, побоїв та знущань довелося пережити молодому юнакові в Луцькій тюрмі. Разом із 15-ма однолітками був засуджений до 25-ти років ув'язнення, яке відбував у виправно-трудовому таборі "Сєрдух" Солікамського району ( нині Пермський край,РФ). Тайга. Болота. Лісоповал. Важкі три поки, одинадцять місяців і двадцять два дні довелося-таки відстраждати.
Олександр Пилипович згадує: "Там, на лісоповалі, у дрімучій тайзі тодішньої Молотовської області, у колонії суворого режиму, я проходив "університети" життєвої мудрості. Був наймолодший у бригаді, щодня складав іспити на витривалість і вчився долати страх". Пізніше отримав довідку, що був жертвою політичних репресій. Реабілітували його аж через 41 рік після арешту. У 1955 році звільнений за амністією. Повернувся до батьків в село Охотники Турійського району.
Працював баяністом у клубі в Іваничах, керівником художньої самодіяльності середньої школи в селі Павлівка Іваничівського району. Паралельно закінчував десятирічку.  Тут зустрів свою майбутню дружину Корнисюк Галину Олександрівну. Планував навчатися на вокальному відділенні Львівського музичного училища, але, прочитавши автобіографію, наказали за 24 години залишити місто.
У 1959 році разом із дружиною, яка отримала після закінчення зубопротезного училища направлення в Нововолинськ, приїхали в молоде шахтарське місто. Цього року почав працювати керівником художньої самодіяльності міського Палацу культури. За пісню "Волиняночка" [Архівовано 5 листопада 2021 у Wayback Machine.] перевели на посаду акомпаніатора й заборонили писати. Продовжував творити під чужими іменами. У даному закладі пропрацював більше 50-ти років.У 1961 році вступив до Луцького музичного училища на диригентський відділ, яке з відзнакою закінчив у 1966 році. Заочно навчався у Львівській консерваторії, диплом якої отримав у 1976 році та на курсах художньої самодіяльності в Харкові.
У 1970-х рр. керував хором шахтарів ( згодом народна чоловіча капела), з яким здобув 2 золоті медалі на Всесоюзному конкурсі художньої самодіяльності (Київ). Із його ініціативи в Нововолинську створено хор ветеранів війни та праці, у якому співали більше 40 фронтовиків міста, хор "Просвіта" (від 1989 - художній керівник), народний ансамбль "Райдуга", які успішно виступали в Україні, побували на гастролях у Польщі та Болгарії. Десять років самовіддано працював керівником художньої самодіяльності на місцевому заводі "Оснастка".
Олександр Каліщук продовжує писати пісні на слова Т. Шевченка, Лесі Українки, Д. Павличка, В. Крищенка, а також на власні вірші. Творчі тандеми склалися з місцевими поетами, а саме: Галиною Приступою, Іваном Курченком, Віктором Савчуком, Євгеном Шевчуком. Є пісні, написані на вірші Олександра Леля ( Бобака), Ананія Рябченюка, Тетяни Айстри.
Багатий пісенний доробок і на вірші волинських поетів:Олександра Богачука, Петра Маха, Василя Гея, Йосипа Струцюка, Івана Чернецького, Надії Гуменюк.
Перша пісенна збірка "Волиняночка" вийшла в 1998 році. Пізніше побачили світ дві збірки "Дзвонять в церкві дзвони" та "Подарунок душі" з духовними піснеспівами. Книгу "Безцінний скарб" Ярослав Гиць назвав "Євангелією від Каліщука". Готові до друку другий і третій томи цієї книги.
Зібрав і записав понад тисячу народних пісень. Особливе місце у творчості композитора займають пісні історичної тематики («Козацька пісня», «Переяславська Рада», «Софіївська площа», «Стрілецька могила», «Станція Крути», «Отаман», «Пісня про Загорів», «Повстанці» та ін.) і релігійні піснеспіви («Любімо серцем Бога», «В дні великого посту», «Господи, помилуй нас», «Бог — це любов», «Колискова Ісусу» та ін.).Із відомим краєзнавцем Миколою Корзонюком  з уст старожилів у прибузьких селах записали понад п'ятсот пісень.
Після виходу в 1991 році на пенсію керував хором "Просвіта", веде активне громадсько-культурне життя.
За вагомий особистий внесок у розвиток духовності та пісенної культури в жовтні 2021 року Олександу Каліщуку присвоєно звання "Почесний громадянин Волині".
Подружжя Каліщуків зростило та виховало доньку й сина, мають чотирьох онуків, правнука. Львівську консерваторію, у якій навчався сам пісняр, закінчили донька Наталія та онука Христина.
10 порад від Олександра Каліщука:
1. Шукай, не зупиняйся.
2. Іди вперед, не оглядайся.
3. Сумнівайся і виправляйся.
4. Помиляйся, але кайся.
5. Удосконалюйся, навчайся.
6. І не спіши, і не гайся.
7. З минулим попрощайся.
8. Любити людей старайся.
9. Від зла завжди відвертайся.
10. Добру лише і Богу поклоняйся.

## Звання, нагороди
- Заслужений працівник культури України (1992).
- Почесний громадянин міста Нововолинська (1999).
- Член Національної ліги композиторів України.
- Орден «За заслуги» 3-го ступ. (2009).
- Відзнака Президента України — ювілейна медаль «20 років незалежності України» (2011).[3]
- Орден апостола Іоанна Богослова І ступеня Української Православної Церкви (2015).
- Почесна грамота Верховної Ради України (2017).
- Почесний громадянин Волині (2021)[4].

## Альбоми
- 2015. України бачу світлий день
- 2016. Життя прекрасне

### Твори О. Каліщука
- Каліщук О. П. «Дзвенять церковні дзвони». Духовні піснеспіви. – Володимир-Волинський, Видання Володимир-Волинської єпархії, 2000. – Наклад 1000. – Без ISBN.
- Каліщук О. П. Подарунок душі. Духовні піснеспіви. Книга 2. – Володимир-Волинський, Видання Володимир-Волинської єпархії, 2001. – Наклад не зазначено. – Без ISBN.
- Каліщук О. Вишийте, мамо, долю мені. Пісні Олександра Каліщука на вірші Петра Гоця. – Львів : НВФ «Українські технології», 2005. – 30 с. – Наклад не зазначено. – ISBN 966-345-065-7.
- На райдужний спомин. Пісні Олександра Каліщука на вірші Віктора Савчука. – Нововолинськ : «Мінотавр», 2006. – 28 с. – Наклад 100. – ISBN не зазначено.
- Каліщук О. П. Не вмре наша пісня. Нововолинськ: вид-во "Мінотавр", 2008. - 232 с. – ISBN 966-8811-210.
- «Родився, щоб для України жити» - пісні Олександра Каліщука на слова Ананія Рябченюка. Упорядник Марія Рябченюк. – Нововолинськ : видавництво «Мінотавр», 2010. – 40 с. – ISBN 966-8811-27-2. – Наклад 300.
- Каліщук О. П. Безцінний скарб. – Луцьк : ПрАТ «Волинська обласна друкарня», 2011. – 312 с. – ISBN 978-966-361-632-2. – Наклад 1000.
- Гиць Я. Г., Каліщук О. П. Пісенна пектораль Прибужжя. Пісні Олександра Каліщука на слова Ярослава Гиця – нотне видання. – Нововолинськ : видавнича група «Формат», 2011. – 20 с.: іл. – 500 екз. – ISBN 966-2557-02-2.

### Про О. Каліщука
- Присяжний П. Життя як свята молитва. Газ. "Народна Рада", 7 грудня 1991 р., с. 1, 2.
- Михалевич Г. Пісня розправила крила. Газ. "Робітничий голос" (Нововолинськ), 13 грудня 1991 р., с. 2.
- Філатенко А. Пісні Олександра Каліщука. Газ. «Радянська Волинь», 19 грудня 1991 р., с. 7.
- Лісова А. Тисяча пісень Олександра Каліщука // Волинь. 2001, 24 квітня.
- Бурим Тамара. «Життя моє – пісня». Газ. «Наше місто», 6 грудня 2001 р., с. 7.
- Лагановський Л. Українські пісні звучать у Сиктивкарі // Уряд. кур'єр. 2001, 15 грудня.
- Бурим Т. Автору пісні «Волиняночка» заборонили 10 років писати // Вісник 2002, 23 травня. с. 8.
- Ковалюк Галина. Не вгамований Каліщук. Газ. «Наше місто», 7 грудня 2006 р., с. 7.
- Гуменюк Надія. Про волинські ієрогліфи і таємницю фарфорової скарбнички. Газ. «Віче», 20 грудня 2006 р., с. 2.
- Ворчинюк Фросина. Митцями народжуються, але бути ними вчаться. Газ. ?, 13-19 березня 2008 р., с. 5.
- Кліндухов Є. П. Олександр Каліщук – український патріот і волинський соловейко. – Нововолинськ, 2008. 38 стор. Дослідження.
- Олександр Пилипович Каліщук: «Родився, щоб для України жити». Газ. «Вісті Волині», 21 жовтня 2010 р., с. 4.
- Корнелюк М. Його пісні знає Україна. //"Наше місто", 8 грудня 2011 р., с.2.
- Лісова А. Пісня. народжена в Гулазі.// "Волинь-нова", 10 грудня 2011 р., с.9.
- Корнилюк М. Пройшов сталінські табори і подарував світу пісню «Волиняночка» // Волинь-нова. 2016, 10 грудня.
- Лісова Алла. Пройшов сталінські табори і подарував нам "Волиняночку", яку вважають народною. Газ. "Цікава газета на вихідні", 16 лютого 2018 р., с. 1, 6.
- Савчук Валентина. «У будь-якій ситуації я залишався людиною, поклявшись в юності любити Україну, не схибив ні на йоту…». Газ. «Наше місто», 7 лютого 2019 р., с. 12.
- Петрощук В. Крізь буревії і десятиліття. // "Наше місто", 20 серпня 2020 р., с.5.
- Петрощук В. Якою б доля не була - життя прекрасне.// "Наше місто", 9 вересня 2021 р., с.3.
- Зіновій Ярмолюк. "Відомі люди Турійщини".